# 2002年布因扎赫拉地震
2002年布因扎赫拉地震又称2002年埃瓦吉地震或2002年千格拉地震，于2002年6月22日发生在伊朗西北部多个大规模断层交叉的区域。这场地震的震央位于加兹温省的布因扎赫拉附近，该地区以破坏性地震频发闻名。这场地震的近震震級为6.5级，矩震级6.3级，造成至少261人死亡，超过1500人受伤，其后还发生了超过20次余震。总计经济损失约为9100万美元（2002年美元，相当于2025年的1.54億美元）。
据国际地震工程和地震学研究所的消息称，远在震央以东约290公里外的伊朗首都德黑兰都可以感觉到这场地震，不过当地没有受到严重破坏。震央附近地区的大部分房屋都是单层砖石建筑，几乎全部都在地震期间倒塌。伊朗官方对灾民急需的救援物资派发效率欠佳，民众对此非常不滿，附近埃瓦吉镇（Avaj）的居民甚至向政府部长的车辆投掷石块。

## 背景和地质构造
伊朗西北部横亘在阿拉伯板块和欧亚大陆板块之间的大陆碰撞活跃带上。整个伊朗跨越了多条大规模地质断层线，全国约90%地区是地震活跃带，每年都会发生多次地震，断层周边区域几乎每天都会出现轻度地震。这一地区地震活动最为频繁的是扎格罗斯褶皱冲断带和厄尔布尔士山脉。加兹温省坐落在这两个区域之间，地震发生后的一篇报道指出，虽然该地遭受的地震数量略少，但由于应力积累的时间更长，所以地震也可能更强。
布因扎赫拉地震发生在一片活跃的逆断层和褶皱区，位于厄尔布尔士山脉的南部边缘以南并与之平行，这也是伊朗中部在两个月来发生的第11次地层断裂。对纵波和横波的长期地震反演表明，这次地震源自逆断层上出现断裂，并且断裂呈西南方向49度走势，其形心深度约为10公里。断层断裂的机制为逆向。
这次地震的主震和余震震中出现了多次地层位移，地震过后又记录到间断的的地表破裂，这可能在西南走势逆冲断层出现东北走向移动时并存。不过，记录下的位移量均比原本根据震级所做的预测要小，这表明大部分位移实际上并未到达地表，而是在表面形成褶皱。一次之前没有反映出来的逆冲推力只在地表有小幅度体现，科学家认为，之前因断层上盘褶皱增长而对排水系统造成破坏的阿布德拉断层正是这次地震的罪魁祸首。这种结构有盲断层之称，之前已经导致伊朗及其他地区多场破坏性地震的发生。新近纪早期地形曾一度部分掩盖了这种特殊褶皱地貌的影响。加兹温省曾在1962年受到一场更大规模地震的袭击，造成12200人遇难。1990年发生的一次断裂更造成超过4万人死亡，6万人受伤，至少50万人流离失所。

## 破坏和伤亡

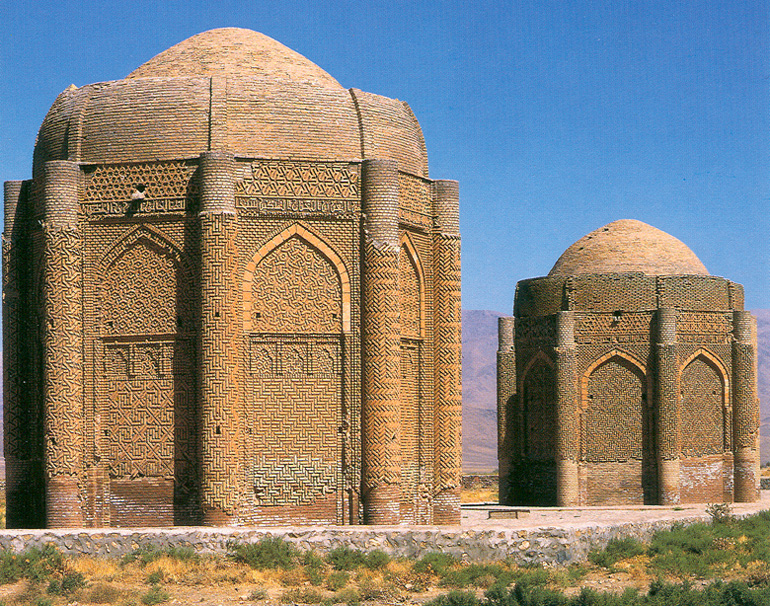
地震前的卡拉汉双塔

这场地震发生在协调世界时2002年6月22日凌晨2点58分（伊朗标准时间早上7点28分），估计有6000万伊朗人受到影响，不过地震发生时他们大多呆在家里。地震持续了7秒钟，震央位于卡尔河谷定居点布因扎赫拉附近，当地以山地为主，大部分居民通过务农为生，距离省城加兹温约60公里。受破坏最严重的区域以盛产无籽葡萄闻名，德黑兰的富裕居民会选择来此度假。地震造成至少261人死亡，1500人受伤，2.5万人无家可归。曾有报道称死亡人数高达500，但应属过于夸大，误将一些受重伤的伤者算入死亡人数。因为大部分男性地震发生时都在当地的葡萄园工作，因而死者大多是女性、儿童和老人。地震后还记录到了超过20次余震，其中规模最高者的矩震级达到5.1级。至少有三次余震造成了更多破坏和人员伤亡，大部分余震都发生在主震周边25公里半径范围内。
地震估计造成5000幢建筑物受损严重，无法修复。加兹温省有120套建筑物被毁，50个村庄受到大规模破坏。邻近的哈马丹省也有45个村被毁。这些区域的绝大多数房屋都是单层砖石建筑，几乎全部都在地震期间倒塌。这些房屋没有经过工程设计，无法承受地震的破坏性力度，随着结构性破坏出现，房屋的结构完整性不复存在，无法抵抗外来的力道，单面墙壁的倒塌往往引发连锁反应使整幢房屋坍塌。相比之下，那些遵照伊朗新的抗震设计法规所建，年代较短的建筑物情况则要好得多。当地此前一直保存完好的历史性建筑卡拉汉双塔也在这起地震中受到严重破坏，这也间接表明本次地震很可能是过去近900年间当地遭受烈度最强的地震之一。
距震央约28公里的一个监测站记录到约为0.5倍标准重力的水平加速度和约0.26倍标准重力的垂直加速度。一座桥梁因地震倒塌。震央附近的供水和灌溉系统严重受损，9个村庄的供水设施被毁。灾区大部分主要供水管道不是受损就是被毁，导致供水不足，水质也明显下降。距震中约25公里的千格拉（Changureh）和阿布德拉（Ab Darreh）两个村庄受灾最为严重，当地地表出现裂缝。
与千格拉和阿布德拉相比，邻近小镇埃瓦吉和阿比加尔姆（Ab-e-Garm）受到的破坏较轻，这也表明地震的破坏性力量主要向西北方向传播，因此震央的西北方受损也最为严重。千格拉只剩两幢房屋没有倒塌，死亡人数在120以上。阿布德拉仅有的一座清真寺也遭摧毁，有40户民房倒塌，至少20人遇难。埃瓦吉以北村庄埃斯梅尔巴德（Esmailabad）发现了38具遗体，占全村人口的九分之一。附近的另一个村庄阿里阿巴德（Aliabad）仅有两位牧羊人生还。小村基斯金（Kisse-Jin）在震后发现了约80具尸体。
这场地震共计造成了约9100万美元（2002年美元，相当于1.54億2025年美元）的损失。许多地区都可以感觉到这次地震，包括加兹温省、吉兰省、库尔德斯坦省、赞詹省和哈马丹省，其中加兹温受到的打击最为惨重，一位没有透露姓名的该省官员表示，全省共有177人遇难。震央以东约290公里的伊朗首都德黑兰也有震感，不过当地没有报道出现严重损失。不过，该国记者博尔祖·达拉加希（Borzou Daragahi）报道称，自己在德黑兰看到建筑物摇晃和玻璃破碎。
约3600平方公里范围内引发了59次山体滑坡，其中包括47次落石和塌方，9次滑坡以及3次侧滑。规模最大的一次山崩发生在千格拉东南方向，落的山体尺寸达150×100米。地质结构最为脆弱的区域在这次地震过程中发生的山体滑坡也最多，而这些区域此前就已经发生过多次塌方。

## 救援工作和善后事宜
震后，红新月会派出了救援人员和侦测犬，并给地震灾区送去100吨食品、1000顶帐篷，2500张毛毯和多个流动厨房。此外，伊朗军方也调派军人、机械和水车前去支援。为防止疾病传播，各个村庄都喷洒了消毒剂，其中的居民也打了破伤风疫苗，此外还有一些其它措施。伊朗官员请求国际社会施予援手后，联合国开发计划署提供了5万美元。联合国人道主义事务协调厅调派了一个由五位成员组成的联合国灾害评估与协调工作组。若望·保禄二世也为地震灾民和遇难者祈褥，要求大家作出“慷慨”的回应。
曾称伊朗为“邪恶轴心”的美国总统乔治·沃克·布什也提供了援助，称“人类苦难没有政治边界”，他“准备根据伊朗人民的需要和期望提供协助”。但伊朗政府拒绝了他的好意，转而呼吁非政府部门提供帮助。
据千格拉红新月会负责人候赛因·雷尼玛（Hossein Rahnema）表示，救灾人员铲平一块区域搭起帐篷后，大多数灾民还是想要留在房屋旁边照看自己的财物。幸存者还在废墟中点着小火堆来抵御严寒。当时的伊朗总统穆罕默德·哈塔米宣布全国进行为期三天的哀悼，并于6月25日到地震灾区视察。医院疲于应付大量的病人，安排病情较轻的先行出院。2002年6月23日一个位于阿布德拉村附近的墓地举行了20场葬礼。此外，政府还开设了银行账户，专门处理公众向遇难者家属提供的捐赠。
在救援行动中，军人和平民一起在瓦砾中挖出尸体，但只有铲子和铁锹可用。除此以外，救援人员还面临着多项困难，例如受创村庄昼夜温差大，到了夜间变得十分寒冷，加大了救援工作的困难，也威胁到无家可归者以及任何还受困的幸存者的生命安全。由于担心发生余震，平民大多没有加入到救灾工作中。据国际救灾队的加里·奥希亚（Gary Oshea）表示，志愿者缺乏足够的技术设备，而那些宗教领袖又不愿意提供帮助。2002年6月24日，救援人员表示已经没有更多的幸存者，官方的救援工作也相应中止。

### 公众反应
2002年6月24日，伊朗政府声称在约80个受创最为严重村庄展开的救援工作已基本到位，然而千格拉的居民却表示异议，称他们在接近冰点的温度下等待了很长时间都没有收到帐篷、食品和药品。埃瓦吉的一位男士表示，帮助寻找他孩子的尸体的只有当地人。
6月23日，有数十名埃瓦吉居民向内政部长阿布达瓦·穆萨维-拉里（Abdolvahed Mousavi-Lari）投掷石块，表达自己对政府迟迟未能提供救援的愤怒。这些居民还声称，实际的死亡人数比官方公布的数字要高。第二天，约有300人阻塞了通往埃瓦吉的主要道路，向伊朗政府对这起悲剧的缓慢响应效率表示抗议。

### 重建
受灾地区到6月25日时均已恢复供电。2002年11月9日，世界银行批准向受地震破坏的地区提供2.25亿美元（2002年美元，相当于3.81億2025年美元），用于重建和经济复兴。因气候条件恶劣，由省级主管部门主导的住房和基础设施重建从2002年11月到2003年2月间中断了近4个月。2003年8月，所有受地震影响村庄的重建工作都已完成。